# Inpaichthys kerri
Inpaichthys kerri és una espècie de peix de la família dels caràcids i de l'ordre dels caraciformes.

## Morfologia
- Els mascles poden assolir 2,8 cm de llargària total.[2]

## Hàbitat
Viu en zones de clima tropical entre 24 °C - 27 °C de temperatura.

## Distribució geogràfica
Es troba a Sud-amèrica: riu Aripuanã a la conca del riu Madeira (Mato Grosso, Brasil).